# Rally Sachs de 1979
El Rally Sachs de 1979 fue la 2.º edición  y la duodécima ronda de la temporada 1979 del Campeonato de España de Rally. Se celebró del 20 al 22 de julio y contó con un itinerario de 480 km y quince tramos cronometrados con una parada en Espinosa de los Monteros (Burgos).
Por primera vez la prueba entraba en el calendario nacional con fecha el mes de julio y en el sitio que dejaba el rally Costa del Sol. Sachs invirtió el 41% de su presupuesto publicitario para llevar a cabo esta prueba. Se inscribieron en la prueba cuarenta y cinco equipos pero por diversos motivos solo tomaron la salida veintinueve. Como piloto invitado se encontraba el piloto alemán Reinhard Hainbach que realizó una buena actuación. El local Ignacio Sunsundegui a los mandos de un Porsche 911 se mantuvo en cabeza desde el principio muy seguido por Hainbach. La prueba se desarrolló con complicaciones; primero un sector colapsado en Guriezo-Hoyo Menos hizo penalizar hasta 45 minutos a los participantes y luego una lluvia torrencial en Reineta le supuso una penalización de cinco minutos a Hainbach relegándolo a la cuarta plaza final que sin ella le hubiese permitido finalizar segundo. Ya sin oposición y en la segunda etapa Sunsundegui dominó todos los tramos y se adjudicó la victoria. Por detrás Feddy y García-Campijo mantuvieron una lucha por el segundo puesto que sería para el primero debido a una penalización de tres minutos que recibió Campijo. Entre los abandonos figuraban el ganador del año anterior Etxabe, por rotura del embrague y Luis Bravo, ambos con Simca Rallye.

## Clasificación final
| Pos. | Piloto                 | Copiloto          | Automóvil                | Tiempo       | Diferencia |
| ---- | ---------------------- | ----------------- | ------------------------ | ------------ | ---------- |
| 1.   | Ignacio Sunsundegui    | José Larrinaga    | Porsche 911              | 1:18:41      | 0.0        |
| 2.   | «Freddy»               | Roland Holke      | Simca Rallye             | 1:20:38      | +1:57      |
| 3.   | Esteban García-Campijo | Julio Vázquez     | Ford Escort              | 1:23:03 3:00 | +4:22      |
| 4.   | Reinhard Hainbach      | Klaus Fabisch     | Ford Escort RS 1800 MKII | 1:24:13 5:00 | +5:32      |
| 5.   | José Antonio Zorrilla  | Bandera de ?      | SEAT 124-1800            | 1:25:09      | +6:28      |
| 6.   | A. Beroiz              | Bandera de ?      | Ford Fiesta              | 1:27:28      | +8:47      |
| 7.   | Lecumberri             | Albéniz           | SEAT FL80                | 1:28:49      | +10:08     |
| 8.   | Ignacio Ituarte        | Mendoza           | Ford Fiesta              | 1:29:32      | +10:51     |
| 9.   | Wilfredo Jovellar      | Agustín Ascasíbar | Renault 5                | 1:31:55      | +13:14     |
| 10.  | González               | Fernández         | SEAT FL80                | 1:37:07      | +18:26     |